# Tenchu: Stealth Assassins
Tenchu: Stealth Assassins, pubblicato originariamente in Giappone come Rittai Ninja Katsugeki Tenchū (立体忍者活劇 天誅?, lett. "Dramma teatrale del ninja stereoscopico: Retribuzione divina"), è un videogioco stealth della serie Tenchu in cui il giocatore assume il ruolo di un ninja in dieci livelli in cui bisogna seguire un compito. I personaggi giocabili sono Rikimaru e Ayame, che seguono le missioni del loro capo, Lord Gohda.

## Modalità di gioco

### Personaggi principali
Per le caratteristiche dei personaggi vedi la pagina principale della serie Tenchu riferita ai personaggi
- Rikimaru
- Ayame
- Lord Gohda
- Principessa Kiku

### Oggetti

#### Oggetti semplici
Molti oggetti sono utilizzabili fin dall'inizio e servono come aiuto per rendere più facile una missione.
- Rampino - Oggetto sempre presente nell'inventario di oggetti portati in missione serve per raggiungere posti irraggiungibili con i semplici salti, unico oggetto insieme allo shuriken che prima del lancio si mira la direzione in cui lo si vuole lanciare e unico oggetto in assoluto che non si consuma ne si perde durante tutto il gioco.
- Shuriken - Stellette di metallo da usare come arma da lancio, infliggono 20 punti danno al nemico. Utili per uccidere i cani del gioco senza essere avvistati. Sostituiti nella versione per il Regno unito da coltelli. Unico oggetto insieme al rampino che prima del lancio si mira la direzione in cui lo si vuole lanciare
- Caltrops - chiodi a stella da lasciare sul terreno per ferire (anche se leggermente) e rallentare dei possibili inseguitori.
- Riso avvelenato - Riso da lanciare sul tragitto dei nemici ignari della presenza del personaggio, i nemici verranno distratti da esso e storditi dal veleno quando lo avranno mangiato, mentre sono storditi è più facile ucciderli senza essere avvistati.
- Mina - Posizionata sul terreno dal giocatore, quando un qualunque altro personaggio (anche il giocatore) ci cammina sopra essa esplode causando circa 40-50 punti danno a chi è vicino ad essa. Utile da posizionare di nascosto sull'itinerario di guardia di un nemico.
- Riso colorato - Segno da lasciare sul terreno per evitare di perdersi nel livello. i nemici si insospettiscono se lo notano.
- Granate - Semplici bombe da lanciare che esplodono al contatto di un nemico o dopo un certo tempo per causare circa 30 punti danno a chi è vicino ad essa, non si mira durante il lancio
- Bombe fumogene - Quando lanciate, al contatto del terreno, rilasciano fumo nell'aria stordendo e distraendo i nemici (non il giocatore) vicini ad esso, utili per distrarre i boss.
- Pozione salutare - Ristora completamente la barra dell'energia del giocatore

#### Oggetti speciali
Questi oggetti possono essere acquisiti alla fine di ogni livello (uno per livello), incluso il livello di allenamento, se il giocatore ottiene il voto "Gran Maestro" (450 punti missione)
- Allenamento: Super-Shuriken - Identico al semplice shuriken ma lancia 8 proiettili a ventaglio invece di 1, non si mira durante il lancio al contrario degli shuriken semplici
- Livello 1: Pergamena Piefulmine - Permette di assumere una supervelocità nella corsa per un breve periodo di tempo e distanza.
- Livello 2: Pergamena del mangiatore di fuoco - Permette al giocatore di sputare fuoco davanti a sé causando gravi danni a chi si trova nella sua traiettoria di fuoco.
- Livello 3: Amuleto della protezione - Permette al giocatore di aumentare il suo potere di attacco e difesa per un tempo limitato
- Livello 4: Gas narcotizzante - Quando lanciato addormenta i nemici vicino ad esso rendendo molto più facile la loro uccisione.
- Livello 5: Armatura Ninja - Quando portato alla missione i danni inflitti al giocatore vengono ridotti del 30% per tutta la durata della missione, inoltre se portato alla missione il personaggio indosserà un nuovo abito
- Livello 6: Esca d'ombra - Una pergamena che, quando lanciata, crea un'esca per distrarre i nemici.
- Livello 7: Foglia della resurrezione - Se portata alla missione, quando la barra dell'energia raggiunge lo 0 il giocatore verrà immediatamente resuscitato a piena vita e l'oggetto consumato.
- Livello 8: Tuta del camaleonte - Quando usato renderà il personaggio impossibile da avvistare (tranne che dai cani) per un certo periodo di tempo o fino a quando non esegue un'uccisione. Quando usato trasformerà i due ninja in ninja nemici.
- Livello 9: Osso per cani - Quando usato chiamerà in soccorso al giocatore Semimaru il cane ninja che aiuterà per un certo periodo di tempo ad uccidere i nemici nelle vicinanze.
- Livello 10: Flauto di argilla - Quando utilizzato farà passare istantaneamente da viola a verde il metro Ki rendendo più difficile l'avvistamento del giocatore

### Livelli

#### Livello 1 - Punire il mercante malvagio
Echigoya, un mercante che un tempo era onesto, ha iniziato ad usare metodi brutali per eliminare i suoi nemici e arricchirsi. Invidioso delle classi superiori del Giappone, il suo obiettivo è di ammassare grandi somme di denaro, senza badare alla sofferenza della gente. L'obiettivo della missione è infiltrarsi nella dimora del mercante e ucciderlo.

#### Livello 2 - Consegnare il messaggio segreto
Un numeroso gruppo di fuorilegge ha in programma di attaccare i territori di Lord Gohda, ma fortunatamente sei riuscito a rubare una copia del loro piano. L'obiettivo della missione è consegnare a Lord Gohda il piano segreto ed evitare una possibile guerra. Sfortunatamente i fuorilegge hanno inviato un gruppo di ninja per intercettarti ed ucciderti. Questi ninja sono molto abili ed è un buon consiglio non farsi mai vedere da questi ed attaccarli sempre di sorpresa nascondendosi principalmente sui tetti.

#### Livello 3 - Salvare il ninja catturato
Un ninja di Lord Gohda è stato catturato e rinchiuso nei meandri di una foresta. Nonostante il codice dei ninja proibisce i salvataggi, Lord Gohda ha ignorato la regola e ti ha ordinato di salvare il ninja catturato. La foresta si presenta piena di insidie e la mappa che appare sullo schermo quando viene premuto il tasto select è molto utile.

#### Livello 4 - Attraversare il posto di blocco
Mentre stavi spiando in territorio nemico, hai appreso che una grossa armata si sta preparando per attaccare i territori di Lord Gohda. L'obiettivo della missione è riferire a Lord Gohda quello che hai appreso e per farlo devi attraversare un posto di blocco nemico.

#### Livello 5 - Giustiziare il ministro corrotto
Il ministro delle finanze di Lord Gohda, Kataoka, ha iniziato ad accettare tangenti da parte di mercanti come Echigoya. Tra l'altro Kataoka è il figlio di Naotada Sekiya, il consigliere capo di Lord Gohda. Per evitare di portare vergogna sul nome di Sekiya trattando pubblicamente con Kataoka, ti è stato ordinato di ucciderlo segretamente.

#### Livello 6 - Infiltrarsi nel culto di Manji
Molto tempo fa, uno spirito malvagio è stato intrappolato in una pietra. Questa pietra ha il potere di controllare le menti e alterare i corpi. Recentemente, il culto di Manji ha rubato questa pietra e la sta usando per creare un'armata di demoni. L'obiettivo della missione è recuperare quella pietra

#### Livello 7 - Uccidere il pirata straniero
Il feroce pirata spagnolo, Capitan Balmer, sta creando scompiglio in città. Il tuo obiettivo è fermarlo e riportare equilibrio nei commerci.

#### Livello 8 - Cura la principessa
La principessa Kiku sta lentamente perdendo la vista. Tutti i metodi per curarla sono falliti, il tuo obiettivo è trovare l'erba magica che cresce sul monte Shiba che si dice curi ogni cosa.

#### Livello 9 - Rivendicazione del castello
La notte scorsa, Onikage (il servitore del malvagio Mei-Oh) ha attaccato con un'armata di demoni uno dei castelli di Lord Gohda. Hanno velocemente sopraffatto la debole difesa e conquistato il castello. Un attacco frontale è impossibile e impraticabile, il tuo obiettivo è infiltrarsi nel castello e risolvere il problema dall'interno

#### Livello 10 - Libera la principessa
Il malvagio Mei-Oh ha rapito la principessa Kiku. Il tuo obiettivo è salvarla e distruggere una volta per tutte Mei-Oh e Onikage.

## Doppiaggio
| Personaggio      | Doppiatore giapponese | Doppiatore inglese | Doppiatore italiano      |
| ---------------- | --------------------- | ------------------ | ------------------------ |
| Rikimaru         | Tōru Ōkawa            | Paul Lucas         | Claudio Beccari          |
| Ayame            | Youko Soumi           | Terry Osada        | Roberta Gallina Laurenti |
| Sekiya Naotada   | Kouichi Kitamura      | Takeshi Kuwabara   | Luca Sandri              |
| Gohda            | Yousuke Akimoto       | Takeshi Kuwabara   | Giorgio Melazzi          |
| Principessa Kiku | Ikue Ōtani            | Yumiko Yasuoka     |                          |
| Echigoya         | Masaaki Tsukada       | Takeshi Kuwabara   | Antonio Paiola           |
| Sasaki           | Kiyoshi Kobayashi     | Kiyomi Shimada     |                          |
| Goo              | Akimitsu Takase       | Kazuhiko Amagai    | Antonio Paiola           |
| Onikage          | Hisao Egawa           | Seiichi Hirai      | Luca Sandri              |
| Tazu             | Atsuko Tanaka         | Maki Inoue         |                          |
| Senjuro Akechi   | Junpei Norita         | Hiroki Morita      | Luca Sandri              |
| Hikone           | Atsushi Ii            | Junichiro Tsuge    |                          |
| Kataoka          | Yasuo Owata           | Takeshi Kuwabara   | Gianni Quillico          |
| Bizenya          | Masaaki Tsukada       | Paul Lucas         |                          |
| On               | Tamio Ohiki           | Kiyomi Shimada     |                          |
| Balmer           | Mitsuaki Hoshino      | Aaron Casillas     |                          |
| Mei-oh           | Tamio Ohiki           | Takeshi Kuwabara   | Antonio Paiola           |
| Narratore        | Kiyoshi Kobayashi     | Robert Belgrade    | Antonio Paiola           |

## Tenchu: Shinobi Gaisen
Tenchu: Shinobi Gaisen è una versione uscita nel 1999 solo in Giappone del primo gioco (Steath assassins) della serie Tenchu. Esso comprende differenti layout (disposizioni dei nemici in una missione), tutti i livelli visti nelle versioni americana ed europea del primo gioco (i livelli 4 e 5 non ci sono nel gioco giapponese) e quattro diverse lingue del testo e delle voci: giapponese, inglese, italiano e francese.
La caratteristica più importante del gioco è la presenza di un editor di missione capace di creare un'infinità di diverse missioni dal giocatore stesso. Proprio questa possibilità di creare un numero infinito di missioni ha reso possibile la realizzazione del gioco Tenchu: Shinobi Hyakusen contenente le 100 migliori missioni create da giocatori giapponesi.

## Tenchu: Shinobi Hyakusen
Tenchu: Shinobi Hyakusen è un'espansione uscita nel 1999 solo in Giappone del gioco Tenchu: Stealth Assassins, o a Tenchu: Shinobi Gaisen (vedi sopra per la descrizione) per essere più precisi, tutti della serie di videogiochi chiamata Tenchu. Questa espansione comunque non richiede il disco di Shinobi Gaisen visto che è solo un videogioco ricavato dal gioco principale.
Il gioco è basato sui livelli creati dai giocatori giapponesi di Shinobi Gaisen (il quale conteneva un editor di missione capace di creare missioni a piacimento). La ditta Acquire (i creatori di Tenchu) ha indetto una competizione per chi riusciva a creare la missione migliore e le cento migliori missioni create sono state racchiuse nel gioco Shinobi Hiakusen. Inoltre ci sono missioni segrete che è possibile sbloccare per fare un totale di 122 missioni.
Gli obbiettivi delle missioni sono variabili; alcune missioni richiedono di eliminare tutti i nemici, altre puntano all'eliminazione di un preciso nemico, o trovare un fiore oppure proteggere la principessa Kiku.
I fondamenti del gioco e i controlli del personaggio sono uguali ai giochi precedenti, ma le missioni non sono collegate tra loro da nessuna trama e sfortunatamente non è presente nessun editor di missione.
Infine completando a mano a mano le missioni si rende possibile la visione di Full Motion Videos e altri video promozionali, disegni riferiti al gioco, materiali riguardanti la realizzazione del gioco e altro.

## Accoglienza
Keith Stuart di The Guardian considerò Tenchu: Stealth Assassins come uno dei trenta migliori videogiochi dimenticati nel corso del tempo.